# 제8회 서울국제영화제
제8회 서울국제영화제는 2007년 9월 6일에 열린 시상식이다.

## 수상 및 후보

### 세네프대상
- 룰라 - 하비에르 레볼로 수상

### 심사위원특별상
- 옐라 - 크리스티안 펫졸드 수상

### 심사위원특별언급
- 더 인퓰런스 - 페드로 아길레라 수상

### 퍼스트컷 신인감독상
- 열세살, 수아 - 김희정 수상

### 넷 부문 베스트 단편상 (국내)
- 튜브엔젤 - 장승욱 수상

### 넷 부문 베스트 단편상 (국제)
- 소이연 - 김진만 수상

### 넷 부문 베스트 웹 작품상 (국제)
- 나라는 것 - 조리 크레흐트 수상

### 국제경쟁부문
- 타크바 - 오제르 키질탄
- 그 남자의 일 - 알레크시 살멘페라
- 데이 나잇 데이 나잇 - 줄리아 록테브
- La Marea - 디에고 마르티네즈 비그나티
- 옐라 - 크리스티안 펫졸드
- 더 인퓰런스 - 페드로 아길레라
- 강도 - 파블로 펜드릭
- 취조 - 이글리카 트리포노바
- 롤라 - 하비에르 레볼로
- 인 메모리 오브 마이셀프 - 사베리오 코스탄조

### 퍼스트 컷
- 열세살, 수아 - 김희정
- 사랑할 때 이야기하는 것들 - 변승욱
- 여름이 가기 전에 - 성지혜
- 파란 자전거 - 권용국
- 아내의 애인을 만나다 - 김태식
- 천하장사 마돈나 - 이해영

### HD 초이스
- HD 단편 - 마틴 람로프 외 5명
- 반란자 - 스콧 닥코
- 투리 - 아우라에우스 솔리토
- 로스트 인 도쿄 - 코다로 이가와
- 동물원 - 로빈슨 드버

### 오버 더 시네마
- 미래에서 온 엽서 - 앨런 찬
- 도끼에 손대지 마 - 자크 리베트
- 프리 윌 - 마티아스 글라스너
- 보딩 게이트 - 올리비에 아사야시
- 모가리의 숲 - 가와세 나오미
- 수입/수출 - 울리히 사히들
- 섬 - 파벨 룽긴
- 고 고 테일스 - 아벨 페라라

### 프로듀서의 영화
- 안젤리나 - 루이기 잠파
- 이혼 - 이탈리언 스타일 - 피에트로 제르미
- Christ Stopped at Eboli - Francesco Rosi

### 이미지 독
- 스틸 얼라이브:키에슬로프스키 - 마리아 마르즈 코차노비츠
- Maurice Pialat, L'Amour Existe... - 안-마리 포
- Von Einem Der Auszog - Marcel Wehn
- 오슨을 찾아서 - 도미닉 세들러
- 엣지 오브 아웃사이드 - 섀넌 데이비스
- 브랜도 - 미미 프리드먼

### 아시아 인 포커스
- 망산 - 리양
- 블리즈 - 압둘라 오거즈
- 베티나 - 롤라 아마리아

### 세네피언 미드나잇
- 괴담 - 고바야시 마사키
- 테이도 모노가타리 - 짓소지 아키오
- 오니바바 - 신도 카네토
- 미남 세르쥬 - 끌로드 샤브롤
- 세 마리의 슬픈 호랑이 - 라울 루이즈
- 리얼 영 레이디 - 카트린 브레야
- 네 우상을 죽여라 - 안젤리크 보시오
- 아메리칸 하드코어 - 폴 라치만
- 익스 드러머 - 코엔 모르티에르
- Lulu - Walerian Borowczyk
- Goto: Island of love - Walerian Borowcyk
- 비스트 - 발레리안 보로브츠크

### 스페셜 프로그램
- 새로운 인생 - Philippe Grandrieux
- 내 마음을 읽어 봐 - 자크 오디아르
- 블레드 넘버 원 - 라바 아뫼르-자이메쉬
- 신참 경찰 - 자비에 보브와
- 리베르떼 올레옹 - 브뤼노 포달리데
- 움라오 잔 - J.P. Dutta
- 하시나 - 기리쉬 카사밸리
- 밸리 오브 플라워즈 - 정시윤
- Alice's house - Chico Teixeira
- 드레인드 - 헤이토르 달리아
- Happy desert - Paulo Caldas
- 비주얼 뮤직 마라톤 1 - 리아나 알렉산드라 외 다수
- 비주얼 뮤직 마라톤 2 - 마이클 디어로드 외 다수

### 넷-국제경쟁(단편)
- Yellow, Blue, Red - Ali Karim
- The Days After - Andre Pesch
- Travel Diary - Keng-Ming Liu
- Togetherness - Nicolo Donato
- 맴 - 김성훈
- analogical generative synesthesis (evolution) - Claudio Castelli
- 모두가 외로운 별 - 한병아
- 에볼 - 크리스 빈체
- 슈퍼동 - 폭 유에 웡
- The Touch - VANESSA WOODS
- In Your Eyes - 이은미
- A Fable, A Girl and her Pony - Nicole McDonald
- Contact - Hanro Smitsman
- Scarlet Sales - GLuklya 외 1명
- H20 - Carlo Hintermann 외 2명
- 소이연 - 김진만
- The white wolf - Pierre-Luc Granjon
- The memories of the dogs - MASSI SIMONE
- Attached to Omar’s life for 7 minutes - Robbert-jan Vos
- 단편 손자병법 - 권혁재
- Butterfly - Khmelevskaya Anna
- Passage - Conny Beissler
- 蚂蚁 (The Ants) - Guo Yuanyuan
- 대디 - 최다랑 외 4명
- Niddah - Vanessa Steinberg
- National Anthem of Nowhere - Jeffrey St. Jules 외 1명
- ESPERANSIA - Claudio Jordao
- Sick Mind - Lucius Kuert
- Anti Sex - Ryotaro Muramatsu
- Mother - Paolo BONFIGLIO
- Too Absurd - Dana Wagmann
- Fish Soup - Ulu Braun 외 1명
- Falling In Tokyo - Vittorio Bifulco Troubetzkoy
- Episodes - Arnis Balcus
- Everyone-Everywhere - Martin Sulzer 외 1명
- 그들의 바다 - 김운기
- 승아 - 김나영
- 알게 될 거야 - 김영제
- 얼굴이 붉어진다 - 정겨운
- 십분간 휴식 - 이성태
- 튜브엔젤 - 장승욱
- 따로 또는 같이 - 이주희 외 2명
- 새끼여우 - 이유림
- 유령 - 최승원
- 블루스크린 - 민원기
- Coffee & Cooki - 이효정
- 모노러브 송 - 조민석
- Video killed the radio star - 정윤석
- 사적인 바다 - 김혜미
- 벽 - 신아란 외 4명
- 수다쟁이들 - 고태정
- 강변북로 - 유성엽
- 웃음을 잃어버린 아이 - 양선우
- 동물농장 - 정민지
- 돌아봐요 빨래리나 - 조형찬
- 화려하지 않은 고백 - 전성빈
- 자야한다 - 김주리
- 민요 삼총사 - 이호경
- 샘 퍼킨파 회고전 - 천남석
- 당신에게 일어날 수 있는 일 - 김가온
- 빅스트레스 - 송우진
- 그들의 사정 - 안지현
- http://www.1111111111111111~1111111111111111.com - 케네스 틴킨 헝
- Miss USA - 크레이지 걸(티프 맥기니스)
- 15x15 - 리차드 비커스
- DQ BOOKS - 클라베즈 피에릭
- 스무스 크리미널 - 박기연
- 내부 궤도 - Jorge I. Mora Fernández
- 고기와 춤을 - 크리스 페르란텔로
- 공무도하가 - 정지숙
- 미트릭스II:반항 - 프리 레인지 스튜디오 외 1명
- 까막눈 - 박형민 외 1명
- 악의 꽃 - 이부자터(오로라 솔라노/조셉 헤레로)
- Freedomoftheseas.com - 아이큐 인터렉티브
- 나라는 것 - 조리 크레흐트
- 무존재 상태 - 안드레스 테누사르
- 대통령의 새옷 - 케사레 다볼리오
- 설문조사 - 크리스 조셉
- 가상의 여자친구 - 카타린 테쉬
- 월드 샴페인 - 팀 브러니게즈
- 슬픔 - 알리 베틸
- 여정 - 캐롤린 드뤼트라
- 포르트 드 스와지 - 앙투완 베리어
- 시추에이션1.1 - 라파엘 메이즈
- 가을의 길목 - 안드리에 톨로쉬니
- 페치 - 데이너 도리안
- 자전거 점프 - 로베르트 보뤼진
- 이탈 - 존 그릭스
- S. 하마뤽 - 로라 쿠엘료 외 1명
- 밤 - 에스테반 아주엘라
- 아브라함의 온실 - 카리니 마리아 아순타
- 나무타는 소녀 - 자레드 캇시안
- 언더 데어 - 제레미 딜런 라니
- 마이 시스터 - 말코 반 게펜
- 피크닉 1호 - 시마다 에이지
- 샤크 - 에릭 샌도발
- 사과 - 요나스 루드스톰
- 에밀리의 노래 - 토머스 케네디
- 찬영이의 소풍 - 장의진
- 모래의 요정들 - 랄프 쿠쿨라
- 토이 아티스트 - 장욱상
- 밥묵자 - 민성아
- 공항을 팝니다. - 시몬 파르마카스
- 양 - 아비라체드 제이나
- 로스트 인 스노우 - 블라드미르 레스초이브
- 로보뜨의 미래 - 이지미
- 지구온난화: 전쟁 - 캐드린 그노르스키
- 악한의 슬픈 이야기 - 앤 라리끄
- 잃어버린 가방 - 장루크 그레코 외 1명
- 남극 - 프레드릭 헤이나우트
- 꼬마아이 - 페르난도 핑에이도
- 네이쳐 - 발렌틴 팔테니
- 스키보이즈 - 베니 젠가
- 론도 - 멜하 미코넨
- 하얀 옷 입고 위장하기 - 스튜어트 파운드
- 해바라기와 3월 - 지가 치케이즈
- 시카고의 장쥬네 - 프레드릭 모펫
- 찬란한 내일 - 로렝 패르못
- 트로타담 - 디에 트로토스
- 애니멀즈 - 세르지오 크루즈
- 서베를린의 재회 - 울프 스태거
- 바이올리니스트 - 안중렬
- 도서관과 노끈 - 스테판 벨라
- 난 유명해지고 싶어 - 닉 폭스지그
- 탱고 핀란디아 - 하누 라주넨 외 1명
- 어디 갔다 왔니? - 임창은
- 트위스티드 - 로돌프 보네
- 어느 날 - 소매치기 일당과 준형 - 박준형
- 리스토: 라카우덴 록 - 새미 상파킬라
- 패션워크스: 낙하 - 덴 페레드
- 마갸포시: 공포와 긴장의 소용돌이 - 로리 와스타 외 1명
- 리스토: 루쿠스 - 미코 키노넨
- 이스모 알란코 사티오: 파스키에이넨 - 미코 리코넨
- 비카테: 아, 아타이타 아이코자 - 주나스 버갈
- 타이거봄즈: 펀치 미 업 - 티무 뉴카넨
- 스웻마스터: 굿 룩스,빅 딜 - 칼 코틸라
- 너의 사진들 - 로빈 킹
- 블러드 앤 칩스 - 라이언 필립스
- 보울컷 - 데이브 터커
- 활과 화살 - 스테판 어윈
- 화살표 - 츠카고시 타다시
- 비의 노래 - 토가와 케이
- 운산무소 - 하야가와 타카히로
- 방울의 이름은 - 모로후지 토루
- 모형정원 - 하야세 토모노리